# Sarkozysme
 (janvier 2021).
Le terme sarkozysme désigne la politique menée par Nicolas Sarkozy et le soutien apporté par ses partisans, les « sarkozystes ». De 2007 à 2012, le sarkozysme désigne la politique présidentielle de Nicolas Sarkozy. Après 2012, il représente l'activité de membres de l'UMP se réclamant de Nicolas Sarkozy ou souhaitant le retour au pouvoir de Nicolas Sarkozy.

## Le fond

### Le sarkozysme vu par lui-même
Issu d'un travail débuté en 2002, le projet présidentiel de Nicolas Sarkozy est le résultat d'un travail conduit pendant cinq années par une équipe de plus de 250 intellectuels et experts réunis autour d'Emmanuelle Mignon. C'est d'ailleurs à Emmanuelle Mignon, parfois qualifiée de « cerveau du sarkozysme », que Nicolas Sarkozy a demandé de superviser la conception de son projet présidentiel. 
Bien qu'il ait déclaré être libre à l'égard des théories et des idéologies, Nicolas Sarkozy se revendique précocement dans son ouvrage Libre puis durant la campagne de 2007, ensuite au long de son quinquennat, enfin de manière plus marquée encore durant la campagne de 2012, d'une « droite décomplexée » ou d'un « programme qui ose s'appeler de droite » c'est-à-dire une droite fière de son idéologie et de ses convictions quitte à rejoindre sur certaines thématiques l'aile droite de l'UMP (dénonciation de l'héritage de mai 1968, politique sécuritaire, contrôle de l'immigration et thématique de l'identité nationale, dénonciation de l'assistanat et de l'État-providence, etc.).
Début 2008, sous l'impulsion de son conseiller spécial Henri Guaino, Nicolas Sarkozy propose « une politique de civilisation ». Il se fait également fort d'incarner un gaullisme de rupture : 

« De Gaulle a été l'homme de toutes les ruptures parce qu'il a toujours refusé la continuité, les conformismes, l'habitude, les situations acquises. […] Je refuse la répétition d'un passé qui ne serait plus accordé avec le monde d'aujourd'hui. Je veux rompre avec une certaine façon de faire de la politique. Je veux créer une nouvelle relation avec les Français,. »

En 2010, selon Brice Hortefeux, fidèle de Nicolas Sarkozy, le sarkozysme n'a jamais été « en phase avec les élites mais l'est avec la société. »

### Le sarkozysme vu par des observateurs
Certains observateurs, comme l'économiste libéral Jacques Marseille ou le journaliste Alain Duhamel, considèrent le sarkozysme comme un mélange de bonapartisme moderne et de pragmatisme.
Pour Pierre Giacometti, les valeurs clés du sarkozysme sont : le travail, la nation et le volontarisme, associés à une forme de culte de la personnalité[réf. nécessaire].
Pour Jean-Louis Bourlanges, ancien député de centre-droit, il s'agirait d'un mélange de libéralisme et de jacobinisme, ce qui n'empêche pas Nicolas Sarkozy, en novembre 2008, de faire intervenir l'État pour sauver les banques en difficulté, ou de créer un fonds souverain de vingt milliards d'euros pour financer le développement d'entreprises ayant du mal à se financer via le système bancaire traditionnel.
Pour le philosophe français Pierre Musso, auteur d'un livre baptisé : Le Sarkoberlusconisme, le sarkozysme est comparable sur de nombreux points à la politique menée par Silvio Berlusconi en Italie : le modèle libéral euro-méditerranéen en « rupture » avec les méthodes du passé, une exaltation commune de la valeur travail, un libéralisme teinté de protectionnisme, et un atlantisme assumé.
Damon Mayaffre, historien du discours politique, estime quant à lui dans un livre intitulé Mesure et démesure du discours. Nicolas Sarkozy (2007-2012) que le sarkozysme est d'abord une rhétorique qui prend parfois des accents populistes (appel au peuple, dénonciation des élites et des corps intermédiaires (magistrature, journalistes, Université, Saint-Germain-des-Prés), sensationnalisme autour de faits divers, construction de l'image d'un chef volontaire et charismatique) ; conviction que partagent les auteurs de la revue Esprit qui consacre au sarkozysme un numéro spécial durant l'été 2007,.
Interrogé en septembre 2010, par Mediapart, l'intellectuel socialiste Pierre Rosanvallon estime que « le sarkozysme n'est plus une doctrine, n'est plus une politique : il est une tentative permanente d'adaptation opportuniste aux réalités ».
Pour Maxime Tandonnet, haut fonctionnaire ayant servi comme conseiller de Nicolas Sarkozy, le sarkozysme a participé à une revitalisation du discours à droite, notamment sur les sujets régaliens comme la sécurité, Nicolas Sarkozy n'ayant pas peur de s'élever contre le politiquement correct. Estimant que ce type de « courage politique » est caractéristique du sarkozysme, il juge qu'avant 2002, les sujets des frontières ou de l'autorité de l'État n'étaient abordés par la droite française que « de manière aseptisée ».

## «L'ouverture»
Une spécificité du sarkozysme est « l'ouverture », parfois appliquée, mais à moindre ampleur, sous la Ve République. 
Nicolas Sarkozy « souhaite effectivement associer des personnes qui, au-delà des clivages classiques et en bousculant ces clivages classiques, partagent une même conviction que notre pays a besoin de réformes » ; il s'agit de chercher « les talents où ils sont », notamment au PS. Cette stratégie permettrait de désorganiser les partis adverses en provoquant le départ de certains de leurs éléments comme, entre autres :
1. Bernard Kouchner, cofondateur de l'organisation humanitaire Médecins sans frontières, ex-PS, ministre des Affaires étrangères de 2007 à 2010
2. Éric Besson, précédemment député PS, ancien secrétaire national à l'économie du PS, ancien ministre chargé de l'Industrie, de l'Énergie et de l'Économie numérique sous le gouvernement Fillon III
3. Fadela Amara, ancienne présidente de Ni putes ni soumises, a été conseillère municipale PS, secrétaire d'État chargée de la Politique de la ville de 2007 à 2010
4. Frédéric Mitterrand, neveu de l'ancien président de la République socialiste François Mitterrand, ancien ministre de la Culture et de la Communication sous le gouvernement Fillon III
5. Jean-Marie Bockel, ancien membre du PS, secrétaire d'État au Commerce sous Mitterrand, secrétaire d'État de 2007 à 2010
6. Jean-Pierre Jouyet, directeur-adjoint du cabinet de Lionel Jospin de 1997 à 2000, secrétaire d'État chargé des Affaires européennes de 2007 à 2008, président de l'Autorité des marchés financiers de 2008 à 2012, directeur général de la Caisse des dépôts et consignations de 2012 à 2014, secrétaire général de l'Élysée de 2014 à 2017
7. Martin Hirsch, anciennement conseiller chargé de la santé au cabinet de Martine Aubry, qui a présidé l'association Emmaüs France, Haut Commissaire aux solidarités actives de 2007 à 2010
8. Michel Mercier, trésorier de l'UDF puis du Modem, ancien garde des Sceaux, ministre de la Justice et des Libertés sous le gouvernement Fillon III

Certaines personnalités de la majorité se sont retrouvées dérangées par la nomination de personnalités politiques de gauche à certains postes-clés du gouvernement.

## La forme
En termes de manière de gouverner, on assiste à un changement de « style » assez important.
Nicolas Sarkozy est ainsi considéré comme le premier président « people » lors de la première année de son mandat. Divorcé de Cécilia Attias puis remarié avec Carla Bruni, il est l'ami de plusieurs grands patrons (Arnaud Lagardère, Vincent Bolloré, Bernard Arnault) et de stars (Jean-Marie Bigard, Johnny Hallyday, Christian Clavier). Il lui est reproché une attitude superficielle et caractérisée par un luxe ostentatoire, régulièrement qualifiée de bling bling,. Son discours qui a été étudié est un discours efficace vis-à-vis du peuple : mots crus, phrases courtes, syntaxe appauvrie, thématiques porteuses et sensationnalisme.
Une fois Nicolas Sarkozy devenu président de la République, ses méthodes de communication politique ont été qualifiées par la presse d'« hyperprésidentialisme », ou Sarkozy lui-même d'« omniprésident »
Selon le constitutionnaliste Guy Carcassonne, cette attitude pourrait être[réf. nécessaire] le revers d'une diminution concrète des pouvoirs de l'Élysée du fait de la décentralisation, de l'intégration européenne, de la censure du Conseil constitutionnel, et de l'affaiblissement de l'État dans l'économie.

## L'anti-sarkozysme

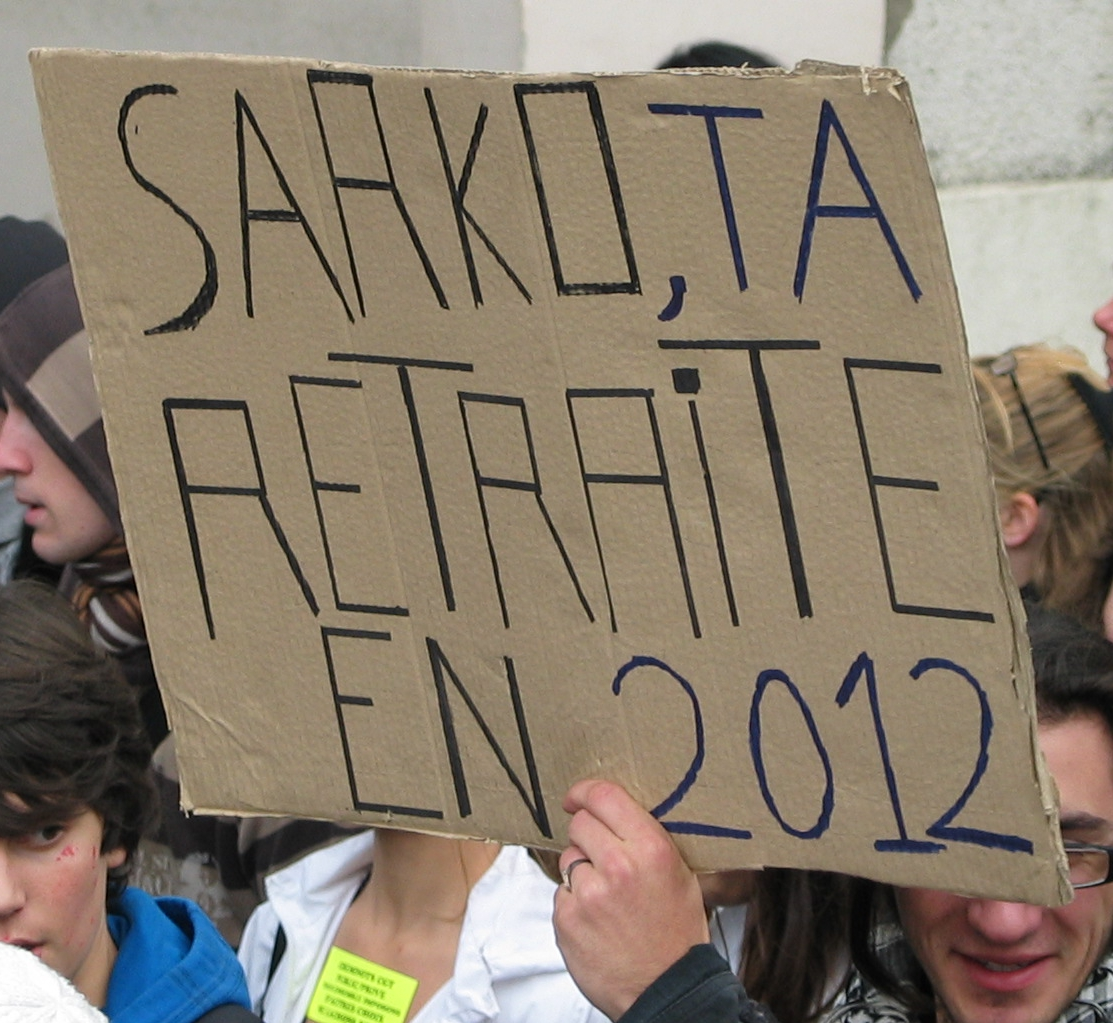
Pancarte antisarkozyste brandie durant une manifestation (2010).

Par opposition au sarkozysme, a émergé la notion d'anti-sarkozysme. À l'inverse du sarkozysme, l'anti-sarkozysme ne désigne pas une politique ou un ensemble d'actions, mais se définit de manière négative comme l'opposition au sarkozysme ou aux actions menées par la personne de Nicolas Sarkozy,. Il peut cependant être revendiqué et même se matérialiser sur un site Web d'extrême-droite.

## Héritage
Après l’échec de Nicolas Sarkozy lors de l’élection présidentielle de 2012 et en vue du congrès de l’UMP de novembre, les sondages auprès des sympathisants UMP montrent encore un fort attachement de leur part envers Nicolas Sarkozy et le sarkozysme en général. Alors que certaines personnalités du parti avaient à un moment donné parlé de « droit d’inventaire du quinquennat », les remontrances observées par d’autres ont finalement évacué le sujet, tous les candidats restant fidèles à l’idée sarkozyste, même si certains comme François Fillon n’hésitent désormais plus à pointer des différences de parcours. La motion La Droite forte portée pendant le congrès se réclame ouvertement du sarkozysme. 
À partir de 2017-2018 Nicolas Sarkozy redevient le préféré des hommes politiques de la droite française, et même paradoxalement en dehors de son échiquier politique traditionnel comme vers le centre-gauche.